# Agrothereutes hospes
Agrothereutes hospes är en stekelart som först beskrevs av Tschek 1871.  Agrothereutes hospes ingår i släktet Agrothereutes och familjen brokparasitsteklar. Arten är reproducerande i Sverige. Inga underarter finns listade i Catalogue of Life.